# Rinossinusite
Rinossinusite é o quadro clinico de rinite e sinusite ao mesmo tempo, ou seja, a inflamação da mucosa que reveste a cavidade nasal e dos seios paranasais, podendo em determinadas ocasiões estender-se para o neuroepitélio e osso subjacente